# Stemmops lina
Stemmops lina är en spindelart som beskrevs av Levi 1955. Stemmops lina ingår i släktet Stemmops och familjen klotspindlar. Inga underarter finns listade i Catalogue of Life.